# (29683) 1998 XO50
A (29683) 1998 XO50 a Naprendszer kisbolygóövében található aszteroida. A LINEAR projekt keretében fedezték fel 1998. december 14-én.